# داني هيوز
داني هيوز (بالإنجليزية: Danny Hughes)‏ هو لاعب كرة قدم أسترالية أسترالي، ولد في 4 ديسمبر 1963.

## وصلات خارجية
- داني هيوز على موقع AustralianFootball.com (الإنجليزية)
- داني هيوز على موقع AFLtables.com (الإنجليزية)